# Trần Đăng Yến
Trần Đăng Yến là một Trung tướng Công an nhân dân Việt Nam đã nghỉ hưu. Ông nguyên là Cục trưởng Cục Ngoại tuyến, Bộ Công an Việt Nam, nguyên Phó Tổng cục trưởng Tổng cục An ninh, Bộ Công an (Việt Nam), nguyên Thủ trưởng Cơ quan An ninh điều tra Bộ Công an.

## Sự nghiệp
Năm 2008, ông là Đại tá, Giám đốc Công an tỉnh Lạng Sơn.
Tháng 4 năm 2013, Thiếu tướng Trần Đăng Yến (Giám đốc Công an tỉnh Lạng Sơn) được bổ nhiệm giữ chức Phó Tổng cục trưởng Tổng cục Cảnh sát Phòng chống tội phạm, kiêm Cục trưởng Cảnh sát điều tra tội phạm về tham nhũng. Đại tá Nông Văn Định, Phó giám đốc Công an tỉnh Lạng Sơn nhận quyết định đảm nhiệm Phó giám đốc phụ trách Công an Lạng Sơn.
Năm 2014, ông mang quân hàm Trung tướng, giữ chức vụ Phó Tổng cục trưởng Tổng cục Cảnh sát Phòng chống tội phạm kiêm Cục trưởng Cục CSĐT tội phạm về tham nhũng.
Năm 2015, ông mang quân hàm Trung tướng, giữ chức vụ Phó Tổng cục trưởng Tổng cục Cảnh sát.
Tháng 8 năm 2018, Bộ Công an cải cách tinh gọn bộ máy loại bỏ cấp Tổng cục.
Từ tháng 9 năm 2018, Trần Đăng Yến là Cục trưởng Cục Ngoại tuyến, Bộ Công an Việt Nam.
Từ ngày 1 tháng 2 năm 2020, ông nghỉ hưu.

## Phong tặng
- Thiếu tướng Công an nhân dân Việt Nam
- Trung tướng Công an nhân dân Việt Nam (2014)